# Rhopalocarpus alternifolius
Rhopalocarpus alternifolius là một loài thực vật có hoa trong họ Sphaerosepalaceae. Loài này được (Baker) Capuron miêu tả khoa học đầu tiên năm 1962.